# Asian Champion Club Tournament 1971
Das Asian Champion Club Tournament 1971 war die vierte Spielzeit des wichtigsten asiatischen Wettbewerbs für Vereinsmannschaften im Fußball. Sie fand vom 21. März bis zum 2. April 1971 im Suphachalasai Stadium in Bangkok, der Hauptstadt Thailands, statt. Ursprünglich war sie in Kuwait geplant. Die AFC musste den Gastgeber wechseln, da die Israelis in Kuwait keine Einreisegenehmigung erhalten hätten. Es wurden die Landesmeister aus acht asiatischen Ländern eingeladen. Gespielt wurde zunächst in einer Gruppenphase und danach im K.-o.-System.
Maccabi Tel Aviv gewann das Turnier, da der al-Shorta SC im Finale aus Solidarität mit den Palästinensern nicht antrat. Es war nach 1969 Maccabis zweiter und der insgesamt dritte israelische Titel. 1974 wurde der israelische Verband aus der AFC ausgeschlossen und ist seit 1994 Mitglied der UEFA.

## Modus
Die acht Teilnehmer spielten zunächst in einer Platzierungsrunde um die Gruppenzugehörigkeit. Jeweils zwei Sieger und zwei Verlierer bildeten eine Gruppe. Die beiden Gruppenbesten aus jeder Gruppe qualifizierten sich für das Halbfinale. Der Gruppensieger aus der einen Gruppe traf auf den Gruppenzweiten aus der anderen Gruppe. Die beiden Verlierer spielten um den dritten Platz. Die Meisterschaft wurde in einem Spiel entschieden. 

## Platzierungsrunde
Die Paarungen der Platzierungsrunde mussten neu geordnet werden, da der al-Shorta SC nicht gegen Maccabi Tel Aviv antreten wollte. Die Spiele fanden am 21. und 22. März 1971 statt.
|                  | Ergebnis |                  |
| ---------------- | -------- | ---------------- |
| ROK Army         | 2:1      | Bangkok Bank FC  |
| al-Shorta SC     | 3:2      | Taj Club         |
| al-Arabi         | 8:1      | Punjab Police FC |
| Maccabi Tel Aviv | 2:1      | Perak FA         |

## Gruppenphase

### Gruppe A
| Pl. | Verein   | Sp. | S | U | N | Tore    | Diff. | Punkte |
| --- | -------- | --- | - | - | - | ------- | ----- | ------ |
| 1.  | Taj Club | 3   | 2 | 1 | 0 | 005:100 | +4    | 05:10  |
| 2.  | ROK Army | 3   | 2 | 0 | 1 | 005:200 | +3    | 04:20  |
| 3.  | al-Arabi | 3   | 1 | 1 | 1 | 003:100 | +2    | 03:30  |
| 4.  | Perak FA | 3   | 0 | 0 | 3 | 000:900 | −9    | 0:60   |

| 24. März 1971 |     |          |
| al-Arabi      | 3:0 | Perak FA |
| Taj Club      | 2:1 | ROK Army |
| 26. März 1971 |     |          |
| ROK Army      | 3:0 | Perak FA |
| Taj Club      | 0:0 | al-Arabi |
| 28. März 1971 |     |          |
| Taj Club      | 3:0 | Perak FA |
| ROK Army      | 1:0 | al-Arabi |

### Gruppe B
| Pl. | Verein           | Sp. | S | U | N | Tore    | Diff. | Punkte |
| --- | ---------------- | --- | - | - | - | ------- | ----- | ------ |
| 1.  | Maccabi Tel Aviv | 3   | 3 | 0 | 0 | 008:200 | +6    | 06:0   |
| 2.  | al-Shorta SC     | 3   | 2 | 0 | 1 | 008:100 | +7    | 04:20  |
| 3.  | Bangkok Bank FC  | 3   | 1 | 0 | 2 | 003:600 | −3    | 02:40  |
| 4.  | Punjab Police FC | 3   | 0 | 0 | 3 | 002:120 | −10   | 0:60   |

| 25. März 1971    |     |                  |
| Bangkok Bank FC  | 2:0 | Punjab Police FC |
| Maccabi Tel Aviv | w/o | al-Shorta SC     |
| 27. März 1971    |     |                  |
| Maccabi Tel Aviv | 4:1 | Punjab Police FC |
| Bangkok Bank FC  | 0:2 | al-Shorta SC     |
| 29. März 1971    |     |                  |
| al-Shorta SC     | 6:1 | Punjab Police FC |
| Bangkok Bank FC  | 1:4 | Maccabi Tel Aviv |

## Halbfinale
Die beiden Spiele fanden am 31. März 1971 statt.
|                  | Ergebnis |          |
| ---------------- | -------- | -------- |
| Maccabi Tel Aviv | 2:0      | ROK Army |
| al-Shorta SC     | 2:0      | Taj Club |

## Spiel um den dritten Platz
Das Spiel fand am 2. April 1971 statt.
|          | Ergebnis |          |
| -------- | -------- | -------- |
| Taj Club | 3:2      | ROK Army |

## Finale

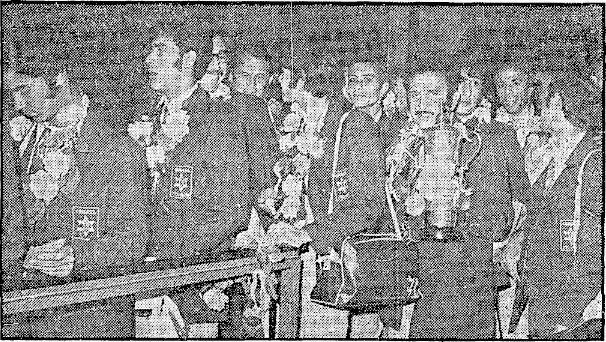
Spieler von Maccabi Tel Aviv mit dem Siegerpokal

Die Finale sollte am 2. April 1971 in Bangkok (Thailand) stattfinden, aber der al-Shorta SC weigerte sich aus Solidarität mit den Palästinensern gegen die Israelis anzutreten. Stattdessen wurde ein Freundschaftsspiel zwischen einer Bangkok-Auswahl und Maccabi Tel Aviv ausgetragen. Nach dem Spiel liefen die irakischen und kuwaitischen Spieler mit einer palästinensischen Flagge durch das Stadion.
|                  | Ergebnis |              |
| ---------------- | -------- | ------------ |
| Maccabi Tel Aviv | w/o      | al-Shorta SC |